# Hatoumata Diakité
Pour les articles homonymes, voir Diakité.
Hatoumata Diakité, née le 27 juin 2002 née au Chesnay (Yvelines), est une joueuse française de basket-ball.

## Carrière
Hatoumata a commencé le basketball en 2009 avant d’intégrer le groupe professionnel de Charleville-Mézières en 2019.
Après une saison 2019-2020, elle rejoint Nantes-Rezé Basket.
Elle a également fait partie de l’équipe féminine U18 en 2020.